# Carathis australis
Carathis australis là một loài bướm đêm thuộc phân họ Arctiinae, họ Erebidae.